# Nephodia acrinaria
Nephodia acrinaria là một loài bướm đêm trong họ Geometridae.